# Le Roi lion (jeu vidéo, 2003)
Pour les articles homonymes, voir Le Roi lion (homonymie).
Ne doit pas être confondu avec le jeu sorti sur Game Boy, Game Gear, Master System, NES, Mega Drive et Super Nintendo : voir Le Roi lion (jeu vidéo, 1994).
Le Roi lion, également appelé The Lion King 1½ en Amérique du Nord, est un jeu vidéo de plates-formes développé par Vicarious Visions et édité par THQ et Disney Interactive sur Game Boy Advance en 2003.
Le jeu suit la trame du film Le Roi lion 3 : Hakuna Matata.

## Accueil
- Jeuxvideo.com : 15/20[1]